# Лозова (Корюківський район)
Лозова́ — село в Україні, у Сосницькій селищній громаді Корюківського району Чернігівської області. Населення становить 41 осіб.

## Історія
Село засноване 1672 року.
У 1987 році утворена Лавська сільська рада. 
12 червня 2020 року Лавська сільська рада, в ході децентралізації, увійшла до складу Сосницької селищної громади.
19 липня 2020 року, в результаті адміністративно-територіальної реформи та ліквідації Сосницького району, село увійшло до складу Корюківського району.

## Населення

### Мова
Розподіл населення за рідною мовою за даними перепису 2001 року:
| Мова       | Кількість | Відсоток |
| ---------- | --------- | -------- |
| українська | 38        | 92.68%   |
| російська  | 3         | 7.32%    |
| Усього     | 41        | 100%     |